# Korablewo
Korablewo (ros. Кораблево) – wieś (dieriewnia) w Rosji, w rejonie czerepowieckim obwodu wołogodzkiego. W 2010 liczyła 27 mieszkańców.